# باشگاه فوتبال خونتوود تورمولینوس
خونتوود تورمولینوس (به اسپانیایی: Juventud de Torremolinos Club de Fútbol) باشگاه فوتبالی است که در شهر تورمولینوس از استان مالاگا اسپانیا قرار دارد. این باشگاه که در سال ۱۹۵۸ تأسیس شده است. و در حال حاضر در ترسرا دیویژن (سطح چهارم فوتبال اسپانیا) بازی می کند.